# Feuerthalen

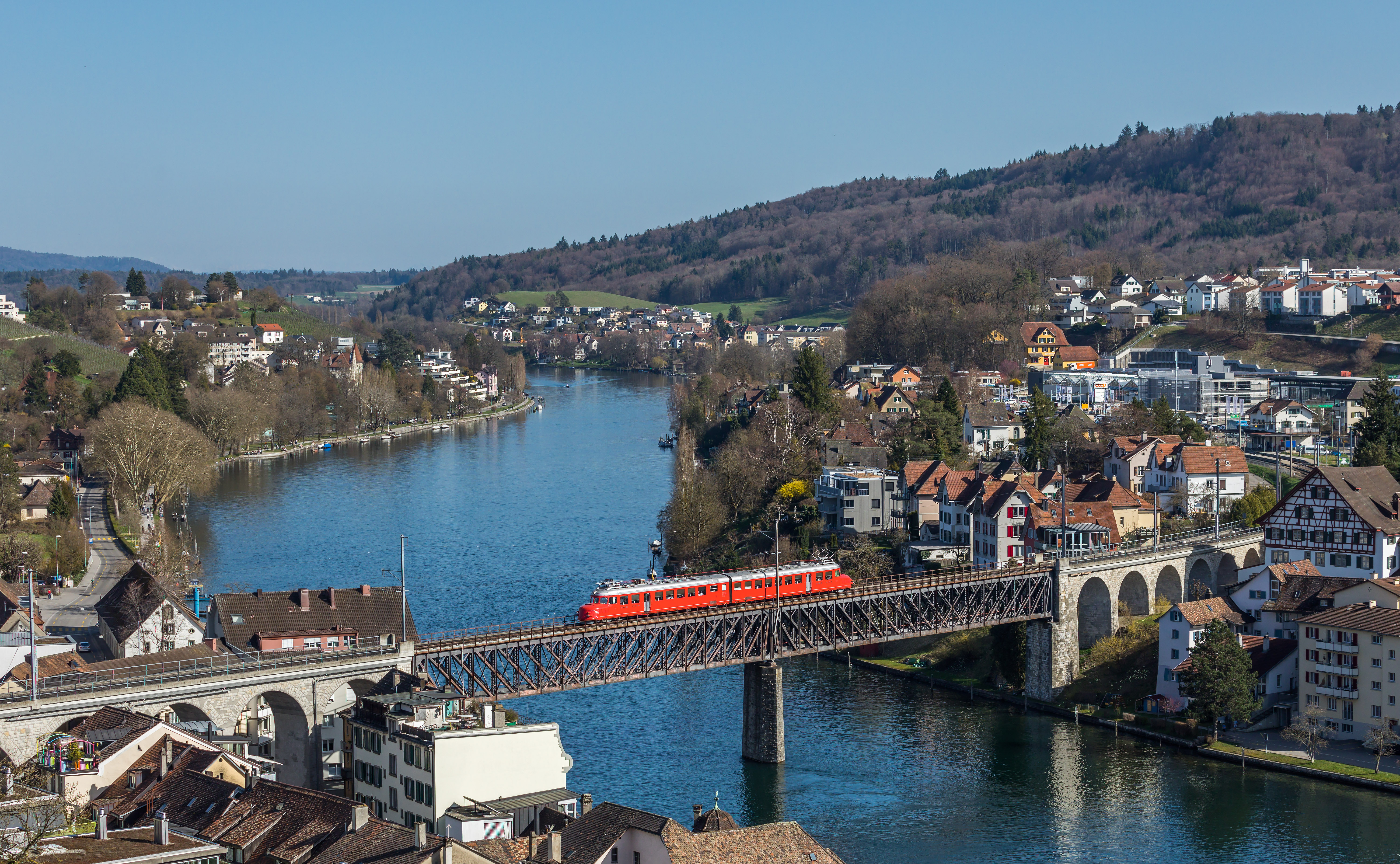
Le SBB RAe 4/8 1021 traverse le viaduc de Feuerthalen. Avril 2018.

Feuerthalen est une commune suisse du canton de Zurich.

Photo aérienne prise à 500 m par Walter Mittelholzer (1929).

## Économie
- Siège de l'entreprise Amsler et Co, fabricant de Pony Motos[3].